# Республика Корея на летних Олимпийских играх 1968
Республика Корея принимала участие в Летних Олимпийских играх 1968 года в Мехико (Мексика) в шестой раз за свою историю, и завоевала одну серебряную и одну бронзовую медали. Сборная страны состояла из 54 спортсменов (41 мужчина, 13 женщин).

## Медалисты
| Медаль  | Спортсмен   | Вид спорта | Дисциплина        |
| ------- | ----------- | ---------- | ----------------- |
| Серебро | Чи Ёнджу    | Бокс       | Мужчины, до 48 кг |
| Бронза  | Чан Гючхоль | Бокс       | Мужчины, до 54 кг |